# Алијансе авио-компанија
Савез авио-компанија је споразум између две или више авио-компаније у ком авио-компаније имају прилику да заједно користе авионе и нуде даље дестинације. Три највећа савеза су Стар алајанс, Скајтим и Ванворлд.

## Светске савезе
Три највеће савезе су:
|                  | Стар алајанс | СкајТим | Ванворлд |
| ---------------- | --- | --- | --- |
| Путника годишње¹ | 455,5 милиона | 428 милиона | 319,7 милиона |
| Одредиште¹       | 912 | 841 | 692 |
| Удео у тржишту²  | 25,1% | 20,8% | 14.9% |
| Чланови¹         | Адрија ервејз (JP) Азијана ерлајнс (OZ) АНА (NH) Блу1 (KF) БМИ (BD) Ер Канада (AC) Ер Нови Зеланд (NZ) Ер Чајна (CA) Ју-Ес ервејз (US) Јунајтед ерлајнс (UA) Кроација ерлајнс (OU) ЛОТ Полиш ерлајнс (LO) Луфтханза (LH) Остријан ерлајнс (OS) Саут Африкан ервејз (SA) Свис интернашонал ер лајнс (LX) Сингапур ерлајнс (SQ) САС (SK) Спанер (JK) ТАП Португал (TP) Тај ервејз интернашонал (TG) Туркиш ерлајнс (TR) Шангаи ерлајнс (FM) | Аеромексико (AM) Аерофлот (SU) Алиталија (AZ) Делта (DL) Ер Јуропа (UX) Ер Франс (AF) Кенија ервејз (KQ) КЛМ (KL) Континентал (CO) Копа ерлајнс (CM) Коријан ер (KE) Нортвест (NW) Чајна садерн ерлајнс (CZ) ЧСА (OK)                                                      | Американ ерлајнс (AA) Бритиш ервејз (BA) Иберија (IB) Џапан ерлајнс (ЈАЛ) Катеј Пацифик (CX) Квантас (QF) ЛАН (LA) Малев (MA) Ројал Јордејнијан (RJ) Финер (AY)                                                       |
| Мрежне јачине¹   | САД и Канада (AC, UA, US) Мексико и Централна Америка (AC, UA, US) Кариби (AC, US, UA) Јужна Америка (AC, LH, LX, TP, UA, TR) Европа (BD, LH, TP, JK, LX, OS, SK, KF, TR) Истоћна европа (LO, JP, OU, TK, OS, TR) - Блиски исток (BD, LH, LX, OS, AI, IC, TR) Африка (BD, LH, SA, TP, TR) Азија (BD, AI, IC, CA, FM, SQ, TG, NH, OZ, UA, TR) Индија (AI, IC, TR) Океанија (NZ)                                                            | САД и Канада (DL, CO, NW) Мексико и Централна Америка (AM, CO, DL) Кариби (DL, CO) Јужна Америка (CM, CO, DL) Европа (AF, KL, AZ, OK, SU, UX) Истоћна Европа (OK, AZ, SU) Русија/ЗНД (SU) Блиски исток (AF, AZ) Африка (AF, DL, KQ) Азија (CZ, KE, NW, CO) - Океанија (CO) | САД и Канада (AA) Мексико и Централна Америка (AA, IB) Кариби (AA, LA) Јужна Америка (LA, IB, AA) Европа (BA, AY, IB, MA) Истоћна Европап (MA) - Блиски исток (RJ) Африка (BA, RJ) Азија (CX, JL) - Океанија (QF, LA) |
| Мрежне слабости¹ | Русија-ЗНД-Океанија | Океанија, Индија | Русија-ЗНД, Индија |
| Спољашње везе    | staralliance.com | skyteam.com | oneworld.com |